# 2017年夏季世界大學運動會閉幕式
2017年夏季世界大學運動會閉幕式是2017年夏季世界大學運動會的閉幕典禮，於當地時間2017年8月30日18時30分在臺北田徑場舉行。閉幕表演以「台北愛你 Taipei Loves You」為主題，序曲表演加上三段文化節目表演，以音樂結合臺灣文化，用歡樂派對的方式為本屆世大運畫下句點。
儘管開幕式發生了場外陳抗事件，但隨著比賽熱度上升，以及中華台北隊的優秀表現，引發了臺灣民眾對體育的熱情，根據世大運組委會數據，本屆世大運共賣出72萬張的賽事門票，平均售票率達87%，遠遠超過上屆光州世大運的52%，門票收益更超過1.4億新台幣，國際大學運動總會主席奧雷格·麥斯汀也對台北世大運讚譽有加，表示這是他看過最成功的賽事之一。

## 準備工作
因開幕典禮遭到反年改團體的影響，選手進場受阻，警方為確保閉幕式不再出錯，架設了鐵馬護欄、大型護欄，並增設7個管制點。典禮進行時，到場滋擾或違法脫序行為者將直接逮捕。臺北市政府警察局出動了6,000名員警，與開幕式相比有所增加。

## 儀式流程

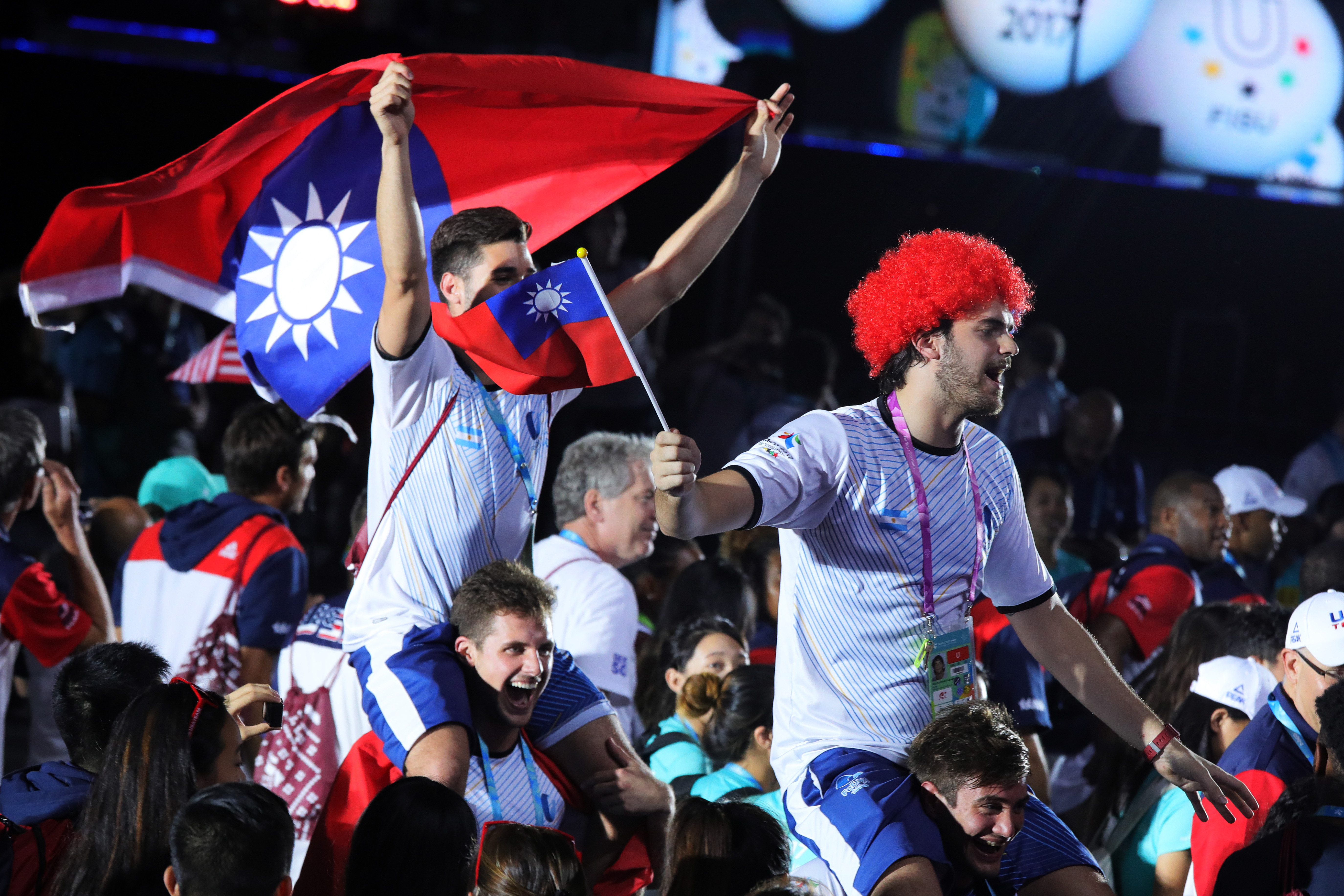
阿根廷運動員持中華民國國旗進場

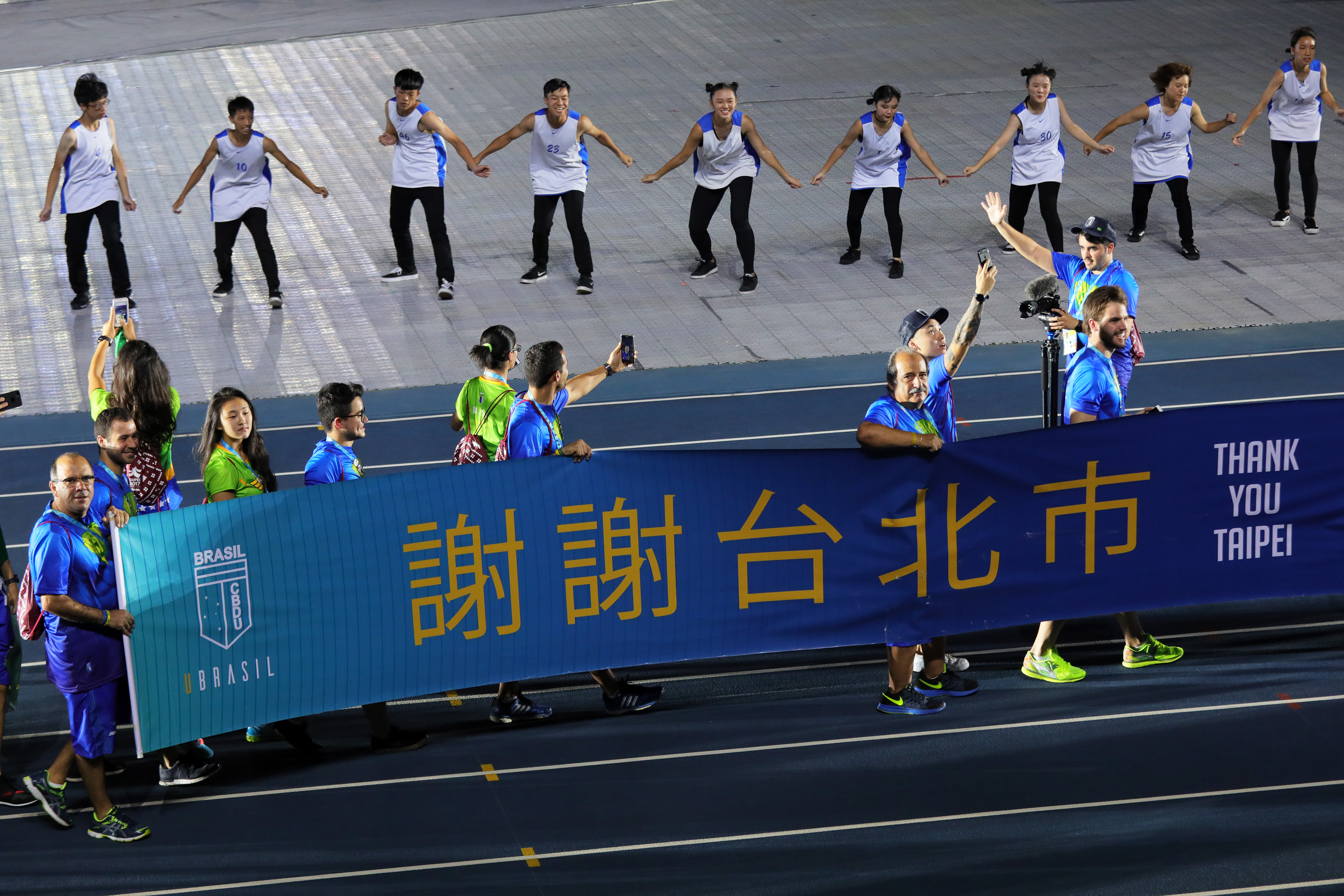
巴西代表團持標語進場

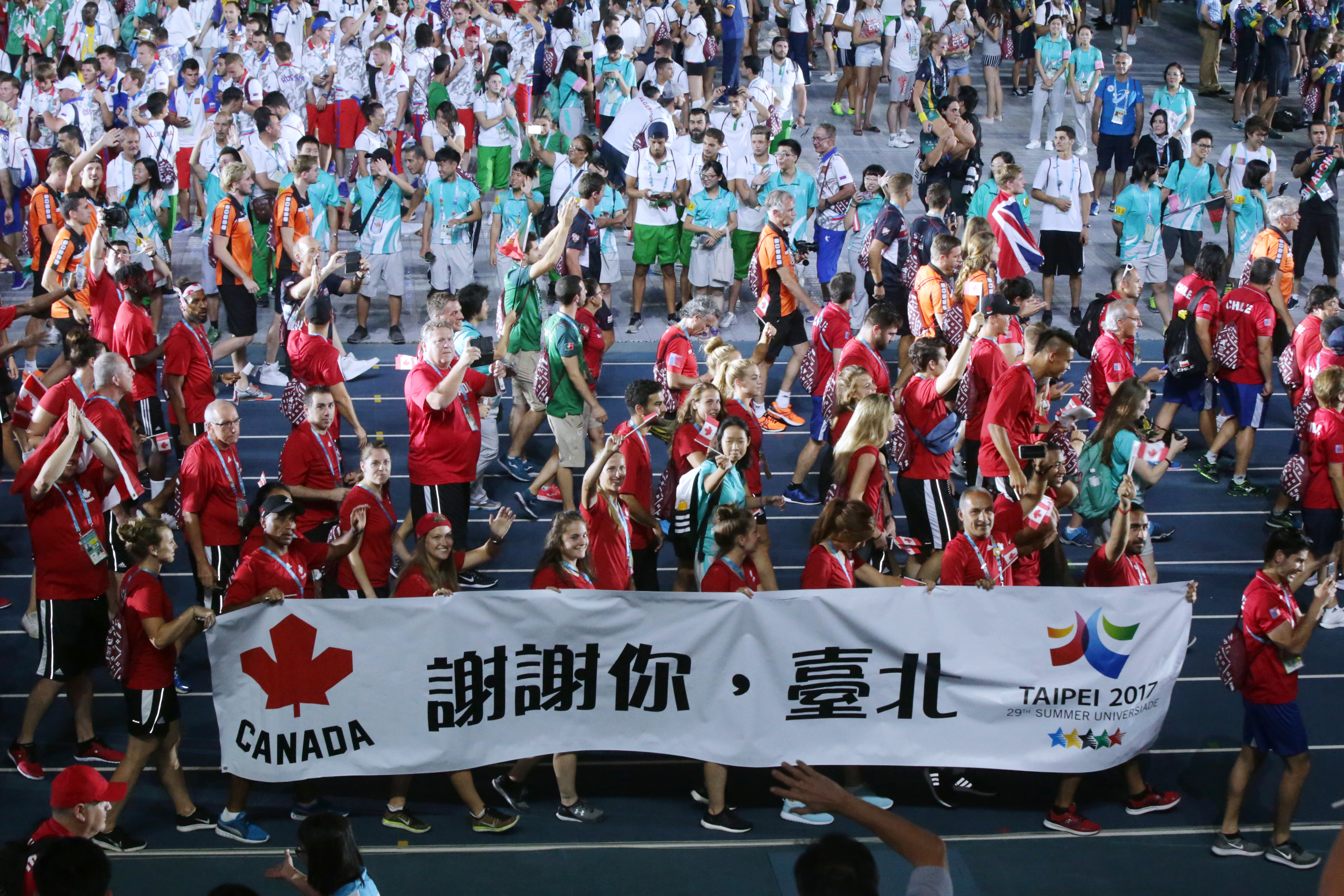
加拿大代表團持標語進場

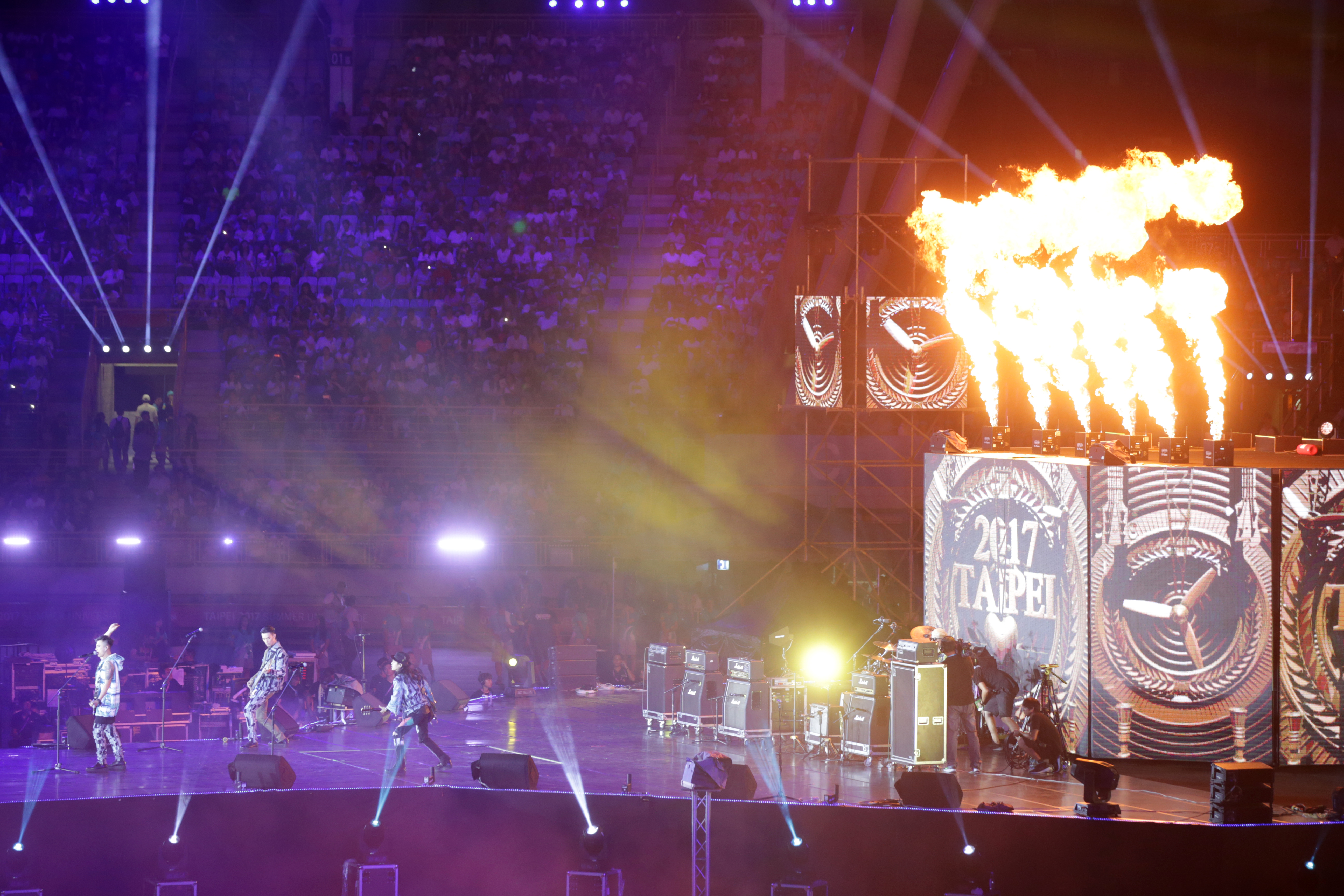
表演節目

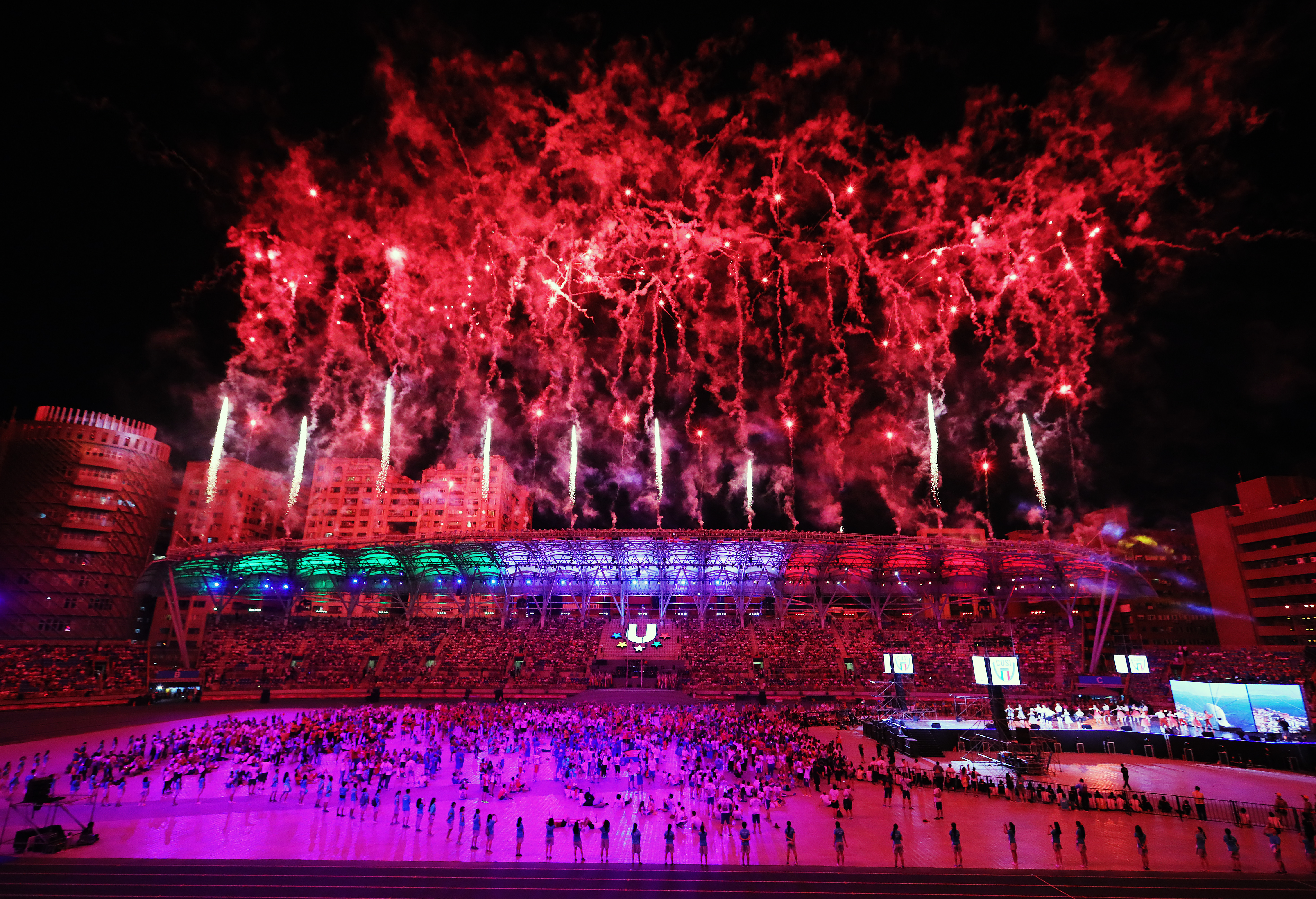
施放焰火

| 時間        | 儀式流程 | 來源        |
| ----------- | --- | ----------- |
| 17:00       | 開放觀眾入場 | [ 1 ] [ 4 ] |
| 18:30~19:30 | 序曲：硬底臺灣 | [ 1 ] [ 4 ] |
| 19:30~22:00 | 副總統陳建仁進場 奏中華臺北會歌 運動員入場 （由士林高商樂儀旗隊演奏及表演） | [ 1 ] [ 4 ] |
| 19:30~22:00 | 文化節目一：臺北愛你 | [ 1 ] [ 4 ] |
| 19:30~22:00 | 副總統陳建仁致辭 臺北市長柯文哲致辭 國際大學運動總會主席奧雷格·麥斯汀致辭 降國際大學運動總會會旗 會旗移交義大利大專體總會長及2019年拿坡里世大運籌委會主委 會長及籌委會主委致辭 | [ 1 ] [ 4 ] |
| 19:30~22:00 | 文化節目二：禮讚拿坡里 | [ 1 ] [ 4 ] |
| 19:30~22:00 | 聖火熄滅 | [ 1 ] [ 4 ] |
| 19:30~22:00 | 文化節目三：美麗新世界 | [ 1 ] [ 4 ] |
| 19:30~22:00 | 施放煙火 | [ 1 ] [ 4 ] |

### 序曲
序曲表演結合臺語、客語、原住民、臺灣傳統民俗與世界音樂，為臺灣境內直播。由嬉班子、神棍、絲竹空、阿爆&Brandy、九天、董事長演出。主持人由丹尼斯、楊千霈擔任，搭配本屆世大運吉祥物－熊讚。其後的閉幕儀式為全球直播。

### 運動員入場
由中華臺北會旗與下屆主辦國義大利國旗帶領各代表團旗幟進場，運動員則跟隨其後。其中阿根廷、巴西、加拿大、丹麥、多明尼加、英國等多個國家的選手在入場時帶著感謝布條、中華民國國旗、中華民國國旗帽等道具向臺灣致謝。
運動員入場時也搭配《站在高崗上》、《GET HIGH》、《Yes you will》、《Just Believe》、《快樂崇拜》、《愛的主打歌》、《跳進來》、《再出發》、《大藝術家》、《魔術先生》等歌曲。

#### 後續
阿根廷代表團有運動員手持、身披中華民國國旗進場，此舉遭到國際大學運動總會發函關切，強調世大運的運動員行為不能帶有政治意涵，違反大會規則。會長奧雷格·麥斯汀接受採訪時表示：「有隊伍揮舞臺灣旗幟，我們立即寄信給阿根廷代表團，要求他們不要帶有政治意涵的物品。」水球選手Patricio Marrone則在Facebook以西班牙文表示：「不管他們怎麼說，但臺灣愛我們。」文中也感謝台北市民及選手村的志工，還說「我們會想你們」。

### 長官貴賓致辭
中華民國副總統陳建仁在致辭時先以「我們做到了！」開場，並表示：「我們一起向全世界證明，臺灣的城市絕對有承辦國際大型賽會的實力。」「我們用行動支持世大運，用愛化解各種挑戰。更用舉世無雙的熱情，證明了我們是最好的主人。」更以臺語說道：「只要給我們機會，臺灣一定會團結；只要團結，臺灣一定會走向世界。」
台北市長柯文哲致辭：「來自世界各國的青年好手，12天來在北臺灣的競技場上拼鬥，你們追求卓越的熱情，令人感動」「台北世大運的結束是一個新的開始，這場運動盛會讓臺灣用運動和世界交朋友、讓臺灣更緊密的融入國際社會、讓世界看見臺灣。」「臺灣是一個成功的故事、台北是一個光榮的城市，美麗島福爾摩沙，將繼續帶著海洋子民的勇氣和開放的胸襟，勇敢的航向全世界。」柯文哲致辭時也感謝前市長郝龍斌成功申辦世大運。
國際大學運動總會主席奧雷格·麥斯汀致辭則表示：「或許你們記得，在開幕典禮時，我說過，最美好的事物值得等待。國際大學運動總會在6年前，將此次世大運的主辦權交給臺北。經過6年努力，臺北替許多運動員帶來畢生難忘的回憶。」最後用中文說「謝謝你們。」然後宣布「第29屆台北夏季世界大學運動會正式結束。」
2019年拿坡里世大運籌委會主委致辭說：「第30屆2019年拿坡里世界大學運動會別具意義，適逢創始60週年，期待在拿坡里與各位相見。」

### 文化節目

#### 臺北愛你
用臺灣流行音樂向參賽選手致敬，分別帶來「英雄」、「夢想」、「勇敢」意象的表演。紀家盈率先登場，曲風溫柔抒情，隨即換TRASH樂團帶來龐克搖滾，最後由滅火器樂團在「台北號」大船上演唱，並有一百隻海鳥伴隨著。

#### 禮讚拿坡里
下屆世大運主辦城市為義大利拿坡里，為了展現當地的熱情，拿坡里請來近三百年歷史的聖卡洛劇院表演義大利傳統舞蹈和歌劇名曲。

#### 美麗新世界
由徐佳瑩、閃閃電光樂團開場，為了展現臺灣追求清潔能源，特意安排太陽能發電的機器人與FOCA福爾摩沙馬戲團一起表演。電音DJ林哲儀則帶來一段電音派對，超大氣球人從場外飛進來和選手同歡，氣球人的臉就是地球，象徵感謝選手從世界各地飛到臺灣，最後由紀曉君壓軸演唱。

### 聖火熄滅
世大運音樂總監黃韻玲說，開幕式是「迎神」氣氛，閉幕式當然就是「送神」。總策劃涂建國則說，聖火既然從天上來，閉幕後就應該會回天上去。
為了展現「送神」氣氛，利用傳統北管營造歡慶的氛圍，並以嗩吶比擬號角，和薩克斯風融合，歌曲結合北管、薩克斯風、管弦樂團及國樂交響以及原住民元素，也象徵臺灣各民族與世界的大融合。由臺北市立國樂團以及鍾興民、林子由、謝明諺共同演奏。視覺上再搭配「家將」與「神將」展現「眾神護臺灣」氣勢，讓選手能感受到臺灣的熱情和祝福。當演奏結束，聖火也同步熄滅。

## 相關事件

### 黑衣憲兵執法爭議
在閉幕式時，會場內有多名持有印著「臺灣」、「Taiwan」等文字或臺灣地圖圖案的旗幟或布條的觀眾為運動員加油，但被身穿黑衣的憲兵逮捕並架離會場送至松山分局，事後數名民眾被依妨害公務罪名移送法辦、限制住居。被依法送辦的蠻番島嶼社成員陳俞璋對此召開記者會表達抗議，要求臺北市政府、警政署和國防部說明，時代力量立委徐永明也批評憲兵違法濫權的舉動如同回到白色恐怖時期，但台北市發言人劉奕霆表示台北市政府沒有派憲兵捉人。憲兵指揮部1日晚間發出聲明，強調憲兵勤務人員參與世大運執行相關勤務，是依法行使司法警察職權、執行世大運警衛安全維護工作，並表示將會配合司法機關後續偵辦。

### 閉幕式有關評論
閉幕式在19時30分展開，但在20時30分左右，已有選手陸續離開會場（當中有一部分是前往機場準備回國），加上批評閉幕式不精彩，整整輸開幕式一大截，評論歌手徐佳瑩的表現「沒有發揮實力」、「高音上不去低音下不來」；評論DJ林哲儀的表現「瞬間冷場」、「爛尾」等。此外，本屆世大運主題曲《擁抱世界擁抱你》在閉幕式完全沒有出現，直到司儀宣佈典禮結束時才播放，讓現場原本安靜不動的觀眾和運動員開始手舞足蹈，再次出現高潮。

## 外部連結
- YouTube上的2017年臺北世大運閉幕典禮（公視YouTube轉播服務）